# Lescar
Lescar település Franciaországban, Pyrénées-Atlantiques megyében. Lakosainak száma 9540 fő (2022. január 1.). Lescar Artiguelouve, Laroin, Lons, Poey-de-Lescar, Sauvagnon, Serres-Castet és Uzein községekkel határos.

## Népesség
A település népességének változása:
| Lakosok száma | 9993 | 9958 | 10 393 | 9804 | 9735 | 9665 | 9590 | 9524 | 9540 |
|               | 2013 | 2015 | 2016   | 2017 | 2018 | 2019 | 2020 | 2021 | 2022 |